# 다자이노소치
다자이노소치(大宰帥, だざいのそち／だざいのそつ)는 일본 규슈 지역을 총괄하던 관청인 다자이후(大宰府)의 장관이다. 당풍 명칭으로는 도독(都督), 일본풍 명칭으로는 「오오미코토모치노카미」(おほみこともちのかみ)라고 한다. 고대 일본 율령제(律令制)에서 지금의 일본 규슈 지역인 사이카이도(西海道) 관내 9개 구니와 2개 섬을 관할하였으며, 규슈 지역에서의 외교 ・ 방위 책임자였다.
9세기 이후에는 친왕(親王)이 임관되었는데, 도고쿠의 친왕임국(親王任国)과 마찬가지로 관직만 받고 실제로 다자이후에 부임하지 않는 것이 관례였고 실권은 차관인 다자이노곤노소치(大宰権帥, だざいのごんのそち) 및 다자이노쇼니(大宰大弐, だざいのだいに)에게로 넘어갔다.

## 개요
다자이노소치의 전신에 대해서는 중국의 기록인 《삼국지》 위지 왜인전(魏志倭人伝)에 보이는 일대솔(一大率), 나노쓰 관가(那津官家)의 관리자, 규슈 왕조 관련설(九州王朝関連説), 당의 지쿠시도독부(筑紫都督府) 등 여러 가지 설이 혼재하고 있는데 통설에 따르면 다이카(大化) 5년(649년) 쓰쿠시노소치(筑紫率, つくしのそち)를 효시로 《일본서기》(日本書紀), 《속일본기》(続日本紀) 곳곳에 보이는 쓰쿠시다자이(筑紫大宰)나 쓰쿠시소료(筑紫総領) 등도 다자이노소치의 전신에 해당하는 장관직으로 추정되고 있다.
일본에서 율령제가 실시되고 난 뒤에 「다자이노소치」라는 관직명이 성립하였고 친왕은 3품 또는 4품, 신하의 경우 종3위(경우에 따라서는 정3위) 관위에 상당하는 자가 임명되었다. 초기에는 오토모노 다비토(大伴旅人)의 사례처럼 규슈에 부임하여 다이나곤(大納言) 이상으로 승진하는 발판이 되는 경우도 많았는데, 이윽고 산기(参議) ･ 주나곤(中納言) 등과 겸직해서 부임하지 않으면서(요임遥任) 계록(季禄) ･ 직분전(職分田) 등의 특권만을 누리는 자도 보이며, 신하로써 다자이노소치로 임명된 자는 고닌(弘仁) 연간의 다지히노 이마마로(多治比今麻呂)가 마지막이었다. 다이토(大同) 원년(806년) 간무 천황(桓武天皇)의 황자인 이요 친왕(伊予親王)을 시작으로 이후 친왕이 임명되는 것으로 바뀌었고, 고닌 14년(823년) 다자이후 관내에서의 공영전(公営田) 설치를 계기로 친왕임국과 마찬가지로 친왕(당시에는 간무 천황의 제3황자였던 가즈라와라 친왕葛原親王)을 보임하는 것이 관례가 되었다. 이러한 친왕으로써 임명된 다자이노소치를 「소치노미야」(帥宮, そちのみや)라고 불렀다. 그 목적은 황실 재정의 긴축에 있었기에 당연히 소치노미야는 수도에 계속 머무르면서 실제 업무는 맡지 않았고 실제 다자이후의 장관은 신하로부터 차관 다자이노곤노소치 ・ 다이니(大弐)를 파견하는 경우도 있었다. 헤이안 시대 중기의 후지와라노 긴토(藤原公任)가 저술한 의례 서적 《북산초》(北山抄)에는 「소치(帥) ･ 태수(太守) 등의 것은 친왕으로 두는 관직이다」(如帥･太守等者、為親王所置之官也)라고 되어 있어 소치노미야가 고정화되어 있었음을 알 수 있다.
다만 이 규정은 친왕임국의 경우와는 달리 어디까지나 관습법에 지나지 않았고 율령이나 격식으로 정해져 있는 것은 아니었기 때문에 사정에 따라 다자이노소치가 보임되는 경우도 있기는 했다. 조호(長保) 3년(1001년) 다이라노 고레나카(平惟仲)나 지쇼(治承) 3년(1179년)의 후지와라노 다카스에(藤原隆季)가 그 사례로, 전자의 경우는 좌천(실질적으로는 유배)되어 곤노소치 후지와라노 고레치카(藤原伊周)의 후임이 되는 것을 싫어했기 때문에, 한편으로 후자는 곤노소치로써 좌천된 간파쿠(関白) 후지와라노 모토후사(藤原基房)를 감시하기 위해서(실제로는 히젠국備前国으로 유배되었기 때문에 소치 부임도 중지되었다)라는 목적이 있었다.
간닌(寛仁) 3년(1019년)에 일어난 도이의 입구(刀伊の入寇) 이후 외부의 침공에 대한 책임이 친왕에게까지 미칠 위험이 있었기 때문에 예외를 제외하고는 소치노미야를 포함한 다자이노소치는 부임되지 않게 되었다. 다만 친왕을 다자이노소치로 임명하는 것 자체는 중세 이후도 단선적으로 이어져서 1869년(메이지 2년) 관제개혁이 이루어질 때까지 존치되었다. 마지막 소치노미야는 아리스가와노미야 다루히토 친왕(有栖川宮熾仁親王)이었다.

## 다자이노소치 일람
다자이노소치를 맡은 인물의 일람표이다. 다이호 율령(大宝令) 반포 이전에 대해서는 다자이노소치의 전신으로 생각되는 장관직을 채록하였다.
| 이름 | 보임(불확실한 경우는 ※표시를 함)                          | 관위                                  | 해임(불확실한 경우는 ※표시를 함)                                           |
| --- | --------------------------------------------------------- | ------------------------------------- | -------------------------------------------------------------------------- |
| 쓰쿠시다자이노소치(筑紫大宰帥, 본래는 쓰쿠시노소쓰筑紫率인 듯)                                          |                                                           |                                       |                                                                            |
| 소가노 히나타(蘇我日向)                                                                                 | 다이카(大化) 5년(649년) 3월(5월) 임명                     |                                       |                                                                            |
| 아베노 히라후(阿倍比羅夫)                                                                               | ※사이메이 천황(斉明天皇)조(655년 - 661년) 등장            | 다이킨조(大錦上)?                     |                                                                            |
| 쓰쿠시노소쓰(筑紫率/帥)                                                                                 |                                                           |                                       |                                                                            |
| 구리쿠마 왕(栗隈王)                                                                                     | 덴지 천황(天智天皇) 7년(668년) 7월 임명                   |                                       |                                                                            |
| 소가노 아카에(蘇我赤兄)                                                                                 | 덴지 천황 8년(669년) 정월 9일(2월 14일) 임명              |                                       |                                                                            |
| 구리쿠마 왕                                                                                             | 덴지 천황 10년(671년) 6월 임명                            |                                       | ※덴무 천황(天武天皇) 원년(672년) 6월(7월) 보임                             |
| 쓰쿠시다자이(筑紫大宰)                                                                                  |                                                           |                                       |                                                                            |
| 야가키 왕(屋垣王)                                                                                       |                                                           | 3위                                   | 덴무 천황 5년(676년) 9월 12일(10월 24일) 유배                              |
| 다지히노 시마(丹比島)                                                                                   | ※덴무 천황 11년(682년) 4월(6월) 보임                      |                                       | ※덴무 천황 12년(683년) 정월(2월) 보임                                      |
| 구리타노 마히토(粟田真人)                                                                               | ※지토 천황(持統天皇) 3년(689년) 1월(2월) 보임             |                                       | ※지토 천황 3년(689년) 6월(7월) 보임                                        |
| 쓰쿠시다자이노소쓰(筑紫大宰率/帥)                                                                       |                                                           |                                       |                                                                            |
| 가와치 왕(河内王)                                                                                       | 지토 천황 3년(689년) 윤8월 27일(10월 16일) 임명           | 정광사(浄広肆)                        | 지토 천황 8년(694년) 4월(5월 ) 이전 사망.                                  |
| 미누 왕(三野王)                                                                                         | 지토 천황 8년(694년) 9월 22일(10월 16일) 임명             | 정광사(浄広肆)                        |                                                                            |
| 쓰쿠시소료(筑紫総領)                                                                                    |                                                           |                                       |                                                                            |
| 이소노카미노 마로(石上麻呂)                                                                             | 몬무 천황(文武天皇) 4년(700년) 10월 15일(11월 29일) 임명  | 직대일(直大壱)                        |                                                                            |
| 다자이노소치(大宰帥)                                                                                    |                                                           |                                       |                                                                            |
| 이소노카미노 마로                                                                                       | 다이호(大宝) 2년(702년) 8월 16일(9월 12일) 임명           | 다이나곤(大納言) ・ 정3위             | 다이호 4년(704년) 1월 7일(2월 16일) 우대신(右大臣) 임명                    |
| 오토모노 야스마로(大伴安麻呂)                                                                           | 게이운(慶雲) 2년(705년) 11월 14일(12월 18일) 임명         | 다이나곤 ・ 종1위                     | 와도(和銅) 원년(708년) 3월 13일(4월 8일) 다이나곤 임명?                    |
| 구리타노 마히토                                                                                         | 와도 원년(708년) 3월 13일(4월 8일) 임명                   | 주나곤(中納言) ・ 종1위               |                                                                            |
| 다지히노 이케모리(多治比池守)                                                                           | 와도 8년(715년) 5월 22일(6월 27일) 임명                   | 비참의(非参議) ・ 종1위               | 요로(養老) 2년3월 10일(718년4월 15일) 주나곤(中納言)으로 임명.             |
| 오토모노 다비토(大伴旅人)                                                                               | ※진키(神亀) 5년(728년) 6월(8월) 등장                      | 주나곤 ・ 정3위                       | 덴표(天平) 3년(731년) 7월 25일(8월 31일) 훙서                              |
| 후지와라노 무치마로(藤原武智麻呂)                                                                       | 덴표 3년(731년) 9월 27일(11월 1일) 임명                   | 다이나곤(大納言) ・ 정3위             | 덴표 6년(734년) 1월 17일(2월 24일) 우대신으로 임명.                        |
| 후지와라노 우마카이(藤原宇合)                                                                           |                                                           | 산기(参議) ・ 식부경(式部卿) ・ 정3위 | 덴표 9년(737년) 8월 5일(9월 3일) 훙서                                      |
| 덴표 14년(742년) 1월 5일(2월 14일) - 덴표 17년(745년) 6월 5일(7월 8일) 사이 다자이후는 일시 폐지되었다. |                                                           |                                       |                                                                            |
| 다치바나노 모로에(橘諸兄)                                                                               | 덴표 18년(746년) 4월 5일(4월 29일) 임명                   | 좌대신(左大臣) ・ 종1위               | - 덴표쇼호(天平勝宝) 2년(750년) 2월(4월) 보임 -                            |
| 후지와라노 오토마로(藤原乙麻呂)                                                                         | 덴표쇼호 2년(750년) 10월 1일(11월 4일) 임명               | 비참의 ・ 종1위                       |                                                                            |
| 기노 마로(紀麻路)                                                                                       | 덴표쇼호 4년(752년) 9월 7일(10월 18일) 임명               | 주나곤 ・ 종1위                       |                                                                            |
| 이소노카미노 도시타리(石川年足)                                                                         | 덴표쇼호 5년(753년) 9월 28일(10월 28일) 임명              | 산기 ・ 종1위                         | 덴표쇼호 9세(歳)(757년) 6월 16일(7월 6일) 병부경(兵部卿)으로 옮김.         |
| 후나 왕(船王)                                                                                           | - 덴표쇼호 9세(757년) 7월(7월) 보임 -                     | 정4위하                               | 덴표호지(天平宝字) 4년(760년) 1월 4일(1월 26일) 신부경(信部卿)으로 옮김.   |
| 후지와라노 마타테(藤原真楯)                                                                             | 덴표호지 4년(760년) 1월 4일(1월 26일) 임명                | 산기 ・ 종1위                         | 덴표호지 6년(762년) 12월 1일(12월 20일) 주나곤으로 임명.                   |
| 후지와라노 에미노 마사키(藤原恵美真先)                                                                  | 덴표호지 6년(762년) 12월 1일(12월 20일) 임명              | 산기 ・ 정4위상                       | 덴표호지 8년(764년) 9월 18일(10월 17일) 주벌됨.                            |
| 후지와라노 스쿠나마로(藤原宿奈麻呂)                                                                     | 덴표호지 8년(764년) 10월 3일(10월 31일) 임명              | 정4위상                               |                                                                            |
| 이소노카미노 도요나리(石川豊成)                                                                         | 덴표진고(天平神護)원년(765년) 8월 23일(9월 12일) 임명     | 산기 ・ 정4위하                       |                                                                            |
| 유게노 기요히토(弓削御浄清人)                                                                           | 진고케이운(神護景雲) 2년(768년) 11월 13일(12월 26일) 임명 | 다이나곤(大納言) ・ 정3위             | 진고케이운 4년(770년) 8월 22일(9월 15일) 유배                              |
| 후지와라노 스쿠나마로                                                                                   | 진고케이운 4년(770년) 8월 22일(9월 15일) 돌아와 임명      | 산기 ・ 종1위                         | 진고케이운 4년9월 16일(770년10월 9일) 식부경으로 옮김.                     |
| 이소노카미노 야카쓰구(石上宅嗣)                                                                         | 진고게이운 4년(770년) 9월 16일(10월 9일) 임명             | 산기 ・ 종1위                         | 호키(宝亀) 2년(771년) 3월 13일(4월 2일) 식부경으로 옮김.                   |
| 후지와라노 모모카와(藤原百川)                                                                           | 호키 2년(771년) 3월 13일(4월 2일) 임명                    | 산기 ・ 정4위하                       |                                                                            |
| 후지와라노 구라시타마로(藤原蔵下麻呂)                                                                   | 호키 2년(771년) 5월 14일(6월 30일) 임명                   | 비참의 ・ 종1위                       | 호키 6년(775년) 7월 1일(8월 1일) 훙서                                      |
| 후지와라노 우오나(藤原魚名)                                                                             | 호키 8년(777년) 10월 13일(11월 17일) 임명                 | 다이나곤 ・ 종2위                     | ※호키 10년(779년) 1월(1월)보임                                             |
| 후지와라노 하마나리(藤原浜成)                                                                           | 덴오(天応) 원년(781년) 4월 17일(5월 14일) 임명            | 산기 ・ 종1위                         | 덴오 원년(781년) 6월 16일(7월 11일) 다자이노곤노소치(大宰員外帥)로 좌천됨. |
| 후지와라노 우오나                                                                                       | 덴오 원년(781년) 6월 27일(7월 22일) 돌아와 임명           | 좌대신(左大臣) ・ 정2위               | 엔랴쿠(延暦) 2년(783년) 7월 25일(8월 27일) 훙서                            |
| 후지와라노 쓰구나와(藤原継縄)                                                                           | 엔랴쿠 4년(785년) 7월 6일(8월 15일) 임명                  | 대납언 ・ 정3위                       | 엔랴쿠 5년(786년) 4월 11일(5월 13일) 민부경(民部卿)으로 옮김.              |
| 사에키노 이마에미시(佐伯今毛人)                                                                         | 엔랴쿠 5년(786년) 4월 11일(5월 13일) 임명                 | 산기 ・ 정3위                         | 엔랴쿠 8년(789년) 1월 9일(2월 8일) 관직에서 물러남.                        |
| 후지와라노 오토모(藤原雄友)                                                                             | 엔랴쿠 16년(797년) 2월 9일(3월 11일) 임명                 | 산기 ・ 정4위하                       |                                                                            |
| 이요 친왕(伊予親王)                                                                                     | 엔랴쿠 25년(806년) 5월 9일(5월 30일)임명                  | 중무경(中務卿) ・ 3품                 |                                                                            |
| 후지와라노 나와누시(藤原縄主)                                                                           | 다이토(大同) 원년(806년) 5월 18일(6월 8일)임명            | 산기 ・ 종3위                         | 고닌(弘仁) 3년(812년) 1월 12일(2월 27일) 병부경(兵部卿)으로 옮김.          |
| 가즈라와라 친왕(葛原親王)                                                                               | 고닌 3년(812년) 1월 12일(2월 27일)임명                    | 식부경 ・ 3품                         |                                                                            |
| 다지히노 이마마로                                                                                       | 고닌 11년(821년) 12월 5일(1월 12일)임명                   | 산기 ・ 종3위                         | 고닌(弘仁) 13년(822년) 4월(5월) 이전의 해문                                |
| 가즈라와라 친왕                                                                                         | 고닌 14년(823년) 9월 28일(11월 4일) 돌아와 임명           | 중무경 ・ 2품                         | - 덴초(天長) 2년(825년) 7월(7월) 등장 -                                    |
| 만다 친왕(万多親王)                                                                                     | 덴쵸 5년 1월 12일(828년2월 1일) 임명                      | 식부경 ・ 3품                         |                                                                            |
| 나카노 친왕(仲野親王)                                                                                   | 덴쵸 7년 8월 4일(830년8월 25일) 임명                      | 4품                                   |                                                                            |
| 히데요시 친왕(秀良親王)                                                                                 | 조와(承和) 2년(835년) 1월 11일(2월 12일) 임명             | 탄정윤(弾正尹) ・ 3품                 |                                                                            |
| 가야 친왕(賀陽親王)                                                                                     | 조와 7년(840년) 1월 30일(3월 7일) 임명                    | 3품                                   |                                                                            |
| 무네야스 친왕(宗康親王)                                                                                 | 조와 12년(845년) 1월 11일(2월 20일) 임명                  | 4품                                   | - 가쇼(嘉祥) 2년(849년) 1월(2월)보임 -                                     |
| 후지이 친왕(葛井親王)                                                                                   | 가쇼 3년(850년) 1월 15일(3월 2일) 임명                    | 3품                                   | 가쇼 3년(850년) 4월 2일(5월 16일) 훙서                                     |
| 가즈라와라 친왕(葛原親王)                                                                               | 가쇼 3년(850년) 5월 17일(6월 30일) 돌아와 임명            | 1품                                   | 닌주(仁寿) 3년(853년) 6월 4일(7월 13일) 훙서                               |
| 고레타카 친왕(惟喬親王)                                                                                 | 덴난(天安) 2년(858년) 10월 26일(12월 4일) 임명            | 4품                                   | 조간(貞観) 5년(863년) 2월 10일(3월 3일) 탄정윤(弾正尹)으로 옮김.           |
| 나카노 친왕(仲野親王)                                                                                   | 조간 5년(863년) 2월 10일(3월 3일) 돌아와 임명             | 2품                                   |                                                                            |
| 도키야스 친왕(時康親王)                                                                                 | 조간 8년(866년) 1월 13일(2월 2일) 임명                    | 중무경(中務卿) ・ 3품                 | - 조간 12년(870년) 2월(3월)보임 -                                          |
| 가야 친왕                                                                                               | 조간 13년(871년) 1월 29일(2월 22일) 돌아와 임명           | 치부경(治部卿) ・ 3품                 | 조간 13년(871년) 10월 8일(11월 23일) 훙서                                  |
| 다다요시 친왕(忠良親王)                                                                                 | 조간 14년(872년) 2월 29일(4월 10일) 임명                  | 식부경 ・ 2품                         | 조간 18년(876년) 2월 20일(3월 19일) 훙서                                   |
| 모토야스 친왕(本康親王)                                                                                 | 조간 18년(877년) 12월 26일(1월 14일) 임명                 | 병부경 ・ 3품                         |                                                                            |
| 고레히코 친왕(惟彦親王)                                                                                 |                                                           | 중무경(中務卿) ・ 4품                 | 간교(元慶) 7년(883년) 1월 29일(3월 11일) 훙서                              |
| 도키야스 친왕(時康親王)                                                                                 | 간교 8년(884년) 1월 11일(2월 11일) 돌아와 임명            | 식부경 ・ 1품                         | 간교 8년(884년) 2월 5일(3월 5일) 천황이 됨                                 |
| 사다카타 친왕(貞固親王)？                                                                               |                                                           |                                       |                                                                            |
| 고레타다 친왕(是忠親王)                                                                                 | - 간표(寛平) 5년(893년) 5월(6월) 등장 -                   | 2품                                   |                                                                            |
| 고레사다 친왕(是貞親王)                                                                                 |                                                           | 3품                                   | 엔기(延喜) 3년(903년) 7월 25일(8월 20일) 훙서                              |
| (미상) 친왕                                                                                             | - 엔기 5년(905년) 10월(10월) 등장 -                       | 중무경 ・ 3품                         |                                                                            |
| 아쓰카타 친왕(敦固親王)                                                                                 | - 엔기 10년(910년) 1월(3월) 등장 -                        |                                       | - 엔초(延長) 2년(924년) 1월(3월) 등장 -                                    |
| 사다자네 친왕(貞真親王)                                                                                 | - 엔초 8년(930년) 1월(2월) 등장 -                         | 3품                                   |                                                                            |
| 모토나가 친왕(元長親王)                                                                                 | - 조헤이(承平) 원년(931년) 9월(11월) 등장 -               | 4품                                   | - 조헤이 2년(932년) 1월(3월) 등장 -                                        |
| 시게아키라 친왕(重明親王)                                                                               | - 조헤이 6년(936년) 9월(10월) 등장 -                      | 탄정윤(弾正尹) ・ 4품                 |                                                                            |
| 나리아키라 친왕(成明親王)                                                                               | 덴교(天慶) 6년(944년) 12월 8일(1월 6일) 임명              | 3품                                   | 덴교 7년(944년) 4월 22일(5월 17일) 태자가 됨.                              |
| 노리아키라 친왕(式明親王)                                                                               | - 덴교 9년(946년) 10월(11월) 등장 -                       | 4품                                   |                                                                            |
| 아리아키라 친왕(有明親王)                                                                               | - 덴랴쿠(天暦) 4년(950년) 5월(6월) 등장 -                 |                                       | - 덴랴쿠 7년(953년) 1월(1월) 등장 -                                        |
| 쇼메이 친왕(章明親王)                                                                                   | - 덴토쿠(天徳) 3년(959년) 2월(4월) 등장 -                 | 4품                                   | - 오와(応和) 원년(961년) 윤3월(－월) 등장 -                                |
| 히로히라 친왕(広平親王)                                                                                 |                                                           | 병부경 ・ 3품                         | 덴로쿠(天禄) 2년(971년) 9월 10일(10월 1일) 훙서                            |
| 무네히라 친왕(致平親王)                                                                                 | 덴엔(天延) 4년(976년) 1월 20일(2월 22일) 임명             | 4품                                   |                                                                            |
| 아쓰미치 친왕(敦道親王)                                                                                 | 쇼랴쿠(正暦) 4년3월 9일(993년4월 3일) 임명                | 중무경 ・ 4품                         | - 쇼랴쿠 4년(993년) 8월(9월) 보임 -                                        |
| 다메타카 친왕(為尊親王)                                                                                 |                                                           | 2품                                   | 조호(長保) 3년(1001년) 1월 24일(2월 19일) 고즈케 태수(上野太守)로 옮김?    |
| 다이라노 고레나카(平惟仲)                                                                               | 조호 3년(1001년) 1월 24일(2월 19일) 임명                  | 주나곤 ・ 정3위                       | 간코(寛弘) 원년(1005년) 12월 28일(2월 9일) 임명 정지.                      |
| 아쓰야스 친왕(敦康親王)                                                                                 | 간코 7년7월 (1010년8월) 임명                              | 3품                                   | - 조와(長和) 4년12월(1016년1월) 등장 -                                     |
| 아쓰히라 친왕(敦平親王)                                                                                 | - 조와 5년(1016년) 3월(4월) 등장 -                        | 3품                                   | - 간닌(寛仁) 3년(1019년) 4월(5월) 등장 -                                   |
| 후지와라노 쓰네스케(藤原経輔)                                                                           | 덴기(天喜) 6년(1058년) 4월 25일(5월 20일) 임명            | 곤노주나곤(権中納言) ・ 정2위         | 덴기 6년(1058년) 7월 30일(8월 21일) 다자이노곤노소치로 고침.               |
| (미상) 친왕                                                                                             | - 엔큐(延久) 원년(1070년) 12월(1월) 등장 -                |                                       |                                                                            |
| 후지와라노 다카스에(藤原隆季)                                                                           | 지쇼(治承) 3년(1179년) 11월 19일(12월 19일) 임명          | 곤노다이나곤(権大納言) ・ 정2위       | 요와(養和) 2년(1182년) 4월 9일(5월 13일) 교체                              |
| 다카하루 친왕(尊治親王)                                                                                 | 가겐(嘉元) 2년(1304년) 3월 7일(4월 12일) 임명             | 3품                                   | 도쿠지(徳治) 2년(1307년) 5월 15일(6월 15일) 중무경으로 옮김.               |
| 하나마치노미야 구니미 친왕(花町宮邦省親王)                                                              | 겐코(元亨) 원년(1321년) 9월 1일(9월 22일) 임명            |                                       | 가랴쿠(嘉暦) 원년(1326년) 11월 4일(11월 29일) 병부경으로 옮김.             |
| 요요시 친왕(世良親王)                                                                                   | 가랴쿠 원년 11월 4일(1326년 11월 29일) 임명               | 2품                                   | 겐토쿠(元徳) 2년(1330년) 9월 17일(10월 29일) 훙서                          |
| 도키와이노미야 마타히토 친왕(常盤井宮全仁親王)                                                          | 랴쿠오(暦応) 5년(1342년) 3월 30일(5월 5일) 임명           |                                       | - 엔분(延文) 6년(1361년) 3월(4월) 등장 -                                   |
| 고레요시 친왕(惟成親王)                                                                                 | - 덴주(天授) 원년(1375년) 등장 -                          | 3품?                                  |                                                                            |
| 야스요시 친왕(泰成親王)                                                                                 | - 고와(弘和) 원년(1381년) 12월(12월) 등장 -               |                                       |                                                                            |
| 도키와이노미야 쓰네나오 친왕(常盤井宮恒直親王)                                                          | 에이쇼(永正) 9년(1513년) 12월 20일(1월 26일) 임명         |                                       | 덴분(天文) 21년(1552년) 8월(－월 ) 훙서                                    |
| 후시미노미야 구니미치 친왕(伏見宮邦道親王)                                                              | 게이안(慶安) 4년(1651년) 11월 13일(12월 25일) 임명        | 무품(無品)                            | 조오(承応) 3년(1654년) 7월 20일(9월 1일) 훙서                              |
| 아리스가와노미야 마사히토 친왕(有栖川宮正仁親王)                                                        | 호에이(宝永) 5년(1709년) 12월 15일(1월 25일) 임명         | 무품                                  | 교호(享保) 원년(1716년) 9월 24일(11월 7일) 훙서                            |
| 간인노미야 스케히토 친왕(閑院宮典仁親王)                                                                | 엔쿄(延享) 원년(1744년) 9월 26일(10월 31일) 임명          | 3품                                   | 간세이(寛政) 6년(1794년) 7월 6일(8월 1일) 훙서                             |
| 아리스가와노미야 다루히토 친왕(有栖川宮熾仁親王)                                                        | 가에이(嘉永) 2년(1849년) 3월 15일(4월 7일) 임명           | 무품                                  | 1869년(메이지2년) 7월 8일(1869년8월 15일) 폐관(관직 자체가 없어짐)         |

## 다자이노곤노소치
다자이후의 장관인 다자이노소치의 대리로 권관(權官)에 해당하는 관직이 다자이노곤노소치(大宰権帥, だざいのごんのそち／だざいのごんのそつ)이다. 
초대 다자이노곤노소치는 고닌(弘仁) 원년(810년) 구스코의 변(薬子の変)에 연좌된 아호 친왕(阿保親王)、2대는 조와(承和) 4년(837년) 견당대사로 임명되었던 후지와라노 쓰네쓰구(藤原常嗣)로, 각기 역모에 연좌되었거나 견당대사 파견을 위한 선행작업이라는 특수성이 있었기 때문에 조간(貞観) 15년(873년)에 임명된(3대) 아리와라노 유키히라(在原行平, 아호 친왕의 아들)가 사실상의 초대 곤노소치가 된다. 
고닌 연간 이후로 종실이 다자이노소치로 임명되는 것이 관례가 되기는 했지만 실질적으로는 그 지배권을 곤노소치가 쥐었다. 따라서 다자이노곤노소치가 실질적인 다자이후의 장관 지위에 있게 되었다. 또한 이후 다자이노곤노소치는 다자이후의 차관인 다자이노쇼니(大宰大弐)와 동시에 임명되지 않는 것이 관습이었다. 즉 다자이노곤노소치가 임명되면 쇼니를 두지 않고, 다자이노쇼니가 임명되면 다자이노곤노소치를 따로 임명하지 않는다. 
또한 중국(송)과의 교역의 이권도 다자이후에 집중되어 있었으므로 그 이권을 노리고 다자이노곤노소치에는 주나곤(中納言) ・ 다이나곤(大納言)을 역임한 자가 임명되는 경우가 많았다. 자신이 곤노소치로써 현지의 병력을 진두지휘하여 도이의 입구를 격퇴했던 후지와라노 다카이에(藤原隆家)나 다자이후를 제압한 후지와라노 스미토모(藤原純友)에 대항했던 곤노소치 다치바나노 기미요리(橘公頼), 시라카와 법황(白河法皇)의 인세이(院政) 때에 활약했던 오에노 마사후사(大江匡房) 등을 예로 들 수 있다. 
하지만 한편으로 다자이노곤노소치는 중앙에서 실각한 대신이 좌천되어 가는 경우도 많았다. 아호 친왕 ・ 미나모토노 다카아키라(源高明) ・ 후지와라노 고레치카(藤原伊周) ・ 마쓰도노 모토후사(松殿基房) 등이 그러했는데, 이렇게 좌천성 인사로 부임하게 되는 경우 다자이 원외수(大宰員外帥)라 불리고 정규 소치 ・ 곤노소치와는 구별되었다. 좌천성 인사로써 다자이 원외수로 부임하게 된 사례로 후지와라노 도요나리(藤原豊成) ・ 후지와라노 하마나리(藤原浜成) ・ 후지와라노 요시노(藤原吉野) 등이 있었고, 스가와라노 미치자네(菅原道真)도 그러한 좌천성 인사에 속했다(다만 아호 친왕의 경우는 본인이 직접 사건에 관여한 적이 없고 또한 상황의 아들로 종친이라는 점이 감안되어 특별히 「곤노소치」라는 칭호를 주어 종래의 원외수와는 구별하였다). 
헤이안 시대 중기에 들어서는 '원외수와' '곤노소치'의 구별이 사라져서 좌천성이냐 아니냐에 상관없이 똑같이 「곤노소치」라 불리게 되었으므로, 정규 곤노소치 가운데서도 '좌천되어 가는 것'이라는 외부의 소문을 신경쓰는 이들도 있었다. 다이라노 고레나카(平惟仲)의 경우 곤노소치로 임명된 것을 본인이 간원해 다자이노소치로 임명된 경우였다. 
그뒤 다자이후의 실권이 현지 재청관인들에게로 넘어가고 호안(保安) 연간에 미나모토노 시게스케(源重資)를 마지막으로 다자이노곤노소치도 소치처럼 요임화되었다. 지쇼 연간에 마쓰도노 모토후사가 좌천되어 다자이노곤노소치가 되어 그 감시를 위해 후지와라노 다카스에(藤原隆季)가 다자이노소치로 임명된 사례가 있기는 한데, 모토후사가 도중에 비젠 국에서 출가하여 그곳에 머무르는 것이 허락되면서, 다자이노곤노소치 파견이 중지되었다.